# Staraja, staraja skazka
Staraja, staraja skazka (russisk: Старая, старая сказка) er en sovjetisk spillefilm fra 1966 af Nadesjda Kosjeverova.

## Medvirkende
- Oleg Dahl
- Marina Nejolova
- Vladimir Etusj
- Georgij Vitsin
- Vera Titova